# Jatirský les

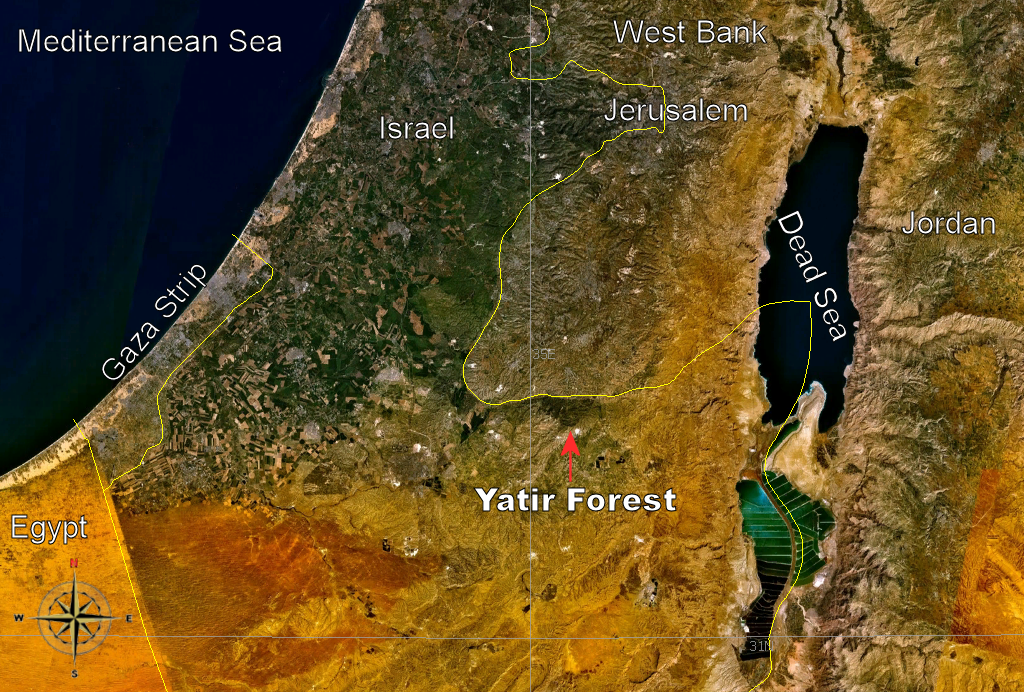
Lokalizace Jatirského lesa na satelitním snímku

Jatirský les (hebrejsky יער יתיר, Ja'ar Jatir) je les v Izraeli, nacházející se na jižních svazích hory Hebron, na severním okraji Negevské pouště. Rozkládá se na celkové ploše 30 čtverečních kilometrů a jde o největší vysázený les v Izraeli.

## Historie
První stromy nechal v oblasti vysadit Židovský národní fond v roce 1964 na návrh Josefa Weitze. Les je pojmenován po starověkém levitském městě Jatír, které se kdysi v této lokalitě nacházelo. Zmíněno je v Tanachu: „Synům kněze Árona dali jako útočištné město pro toho, kdo zabil, Chebrón i s pastvinami; dále Libnu i s pastvinami, Jatír i s pastvinami a Eštemóu i s pastvinami…“ (Kniha Jozue 21,13-14).

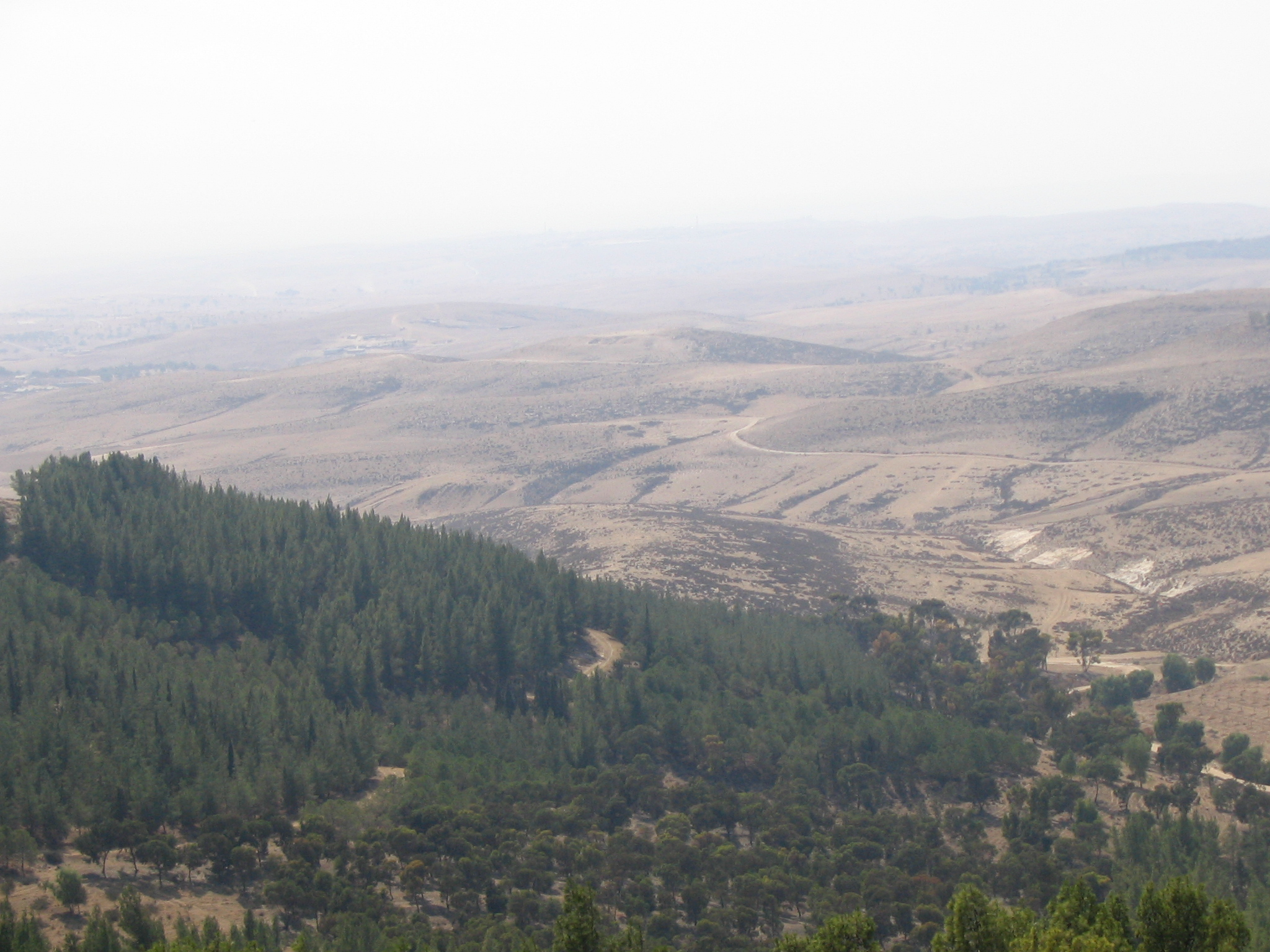
Jatirský les sousedí s pouští

Celkem zde bylo vysázeno na čtyři miliony stromů, převážně jehličnany (borovice halepská a cypřiš stálezelený), ale i velké množství listnatých stromů, jako terebint, tamaryšek, cicimek datlový, rohovník obecný, olivovník evropský, fíkovník, blahovičník, akácie, stejně tak jako vinice a nejrůznější keře. Jatirský les přeměnil aridní krajinu severního Negevu, navzdory pesimismu mnohých expertů. Ukázal se jako nejlepší ekologický nástroj k zabránění dezertifikace výšin severovýchodně od Beerševy.

## Geografie

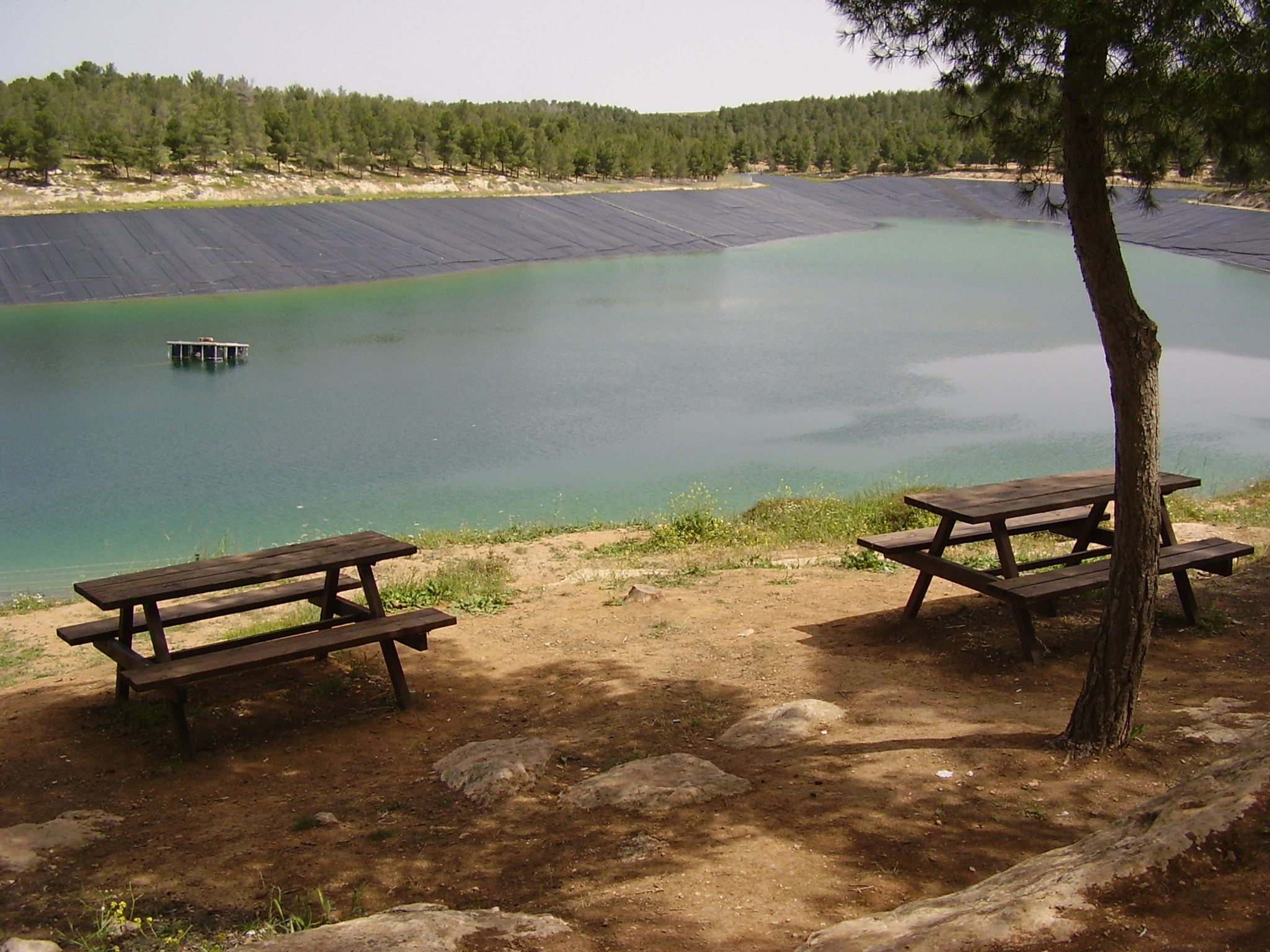
Vodní nádrž v Jatirském lese

Les je situován v relativně vysoké nadmořské výšce (mezi 400 a 850 metry nad mořem) v semiaridní oblasti s průměrným ročním úhrnem srážek mezi 300 a 350 mm a nízkou vlhkostí. Podloží sestává z tvrdých vápenců a měkkých kříd.
Na jeho severním okraji, přímo na Zelené linii, leží vesnice Livne, na východním okraji je to vesnice Har Amasa. Několik kilometrů na západ od Jatirského lesa se rozkládá město Mejtar. Jižně od Livne pak uprostřed lesního celku leží malá osada Machane Jatir. Jižně od okraje lesního komplexu se rozkládá aridní krajina s rozptýleným beduínským osídlením (vesnice Dridžat, Makchul, Kochlija a další oficiálně neuznávané beduínské osady).
Lesem prochází turistická trasa známá jako Izraelská stezka, na níž se nachází jižně od Mejtaru a severně od Aradu.

## Ekologický výzkum

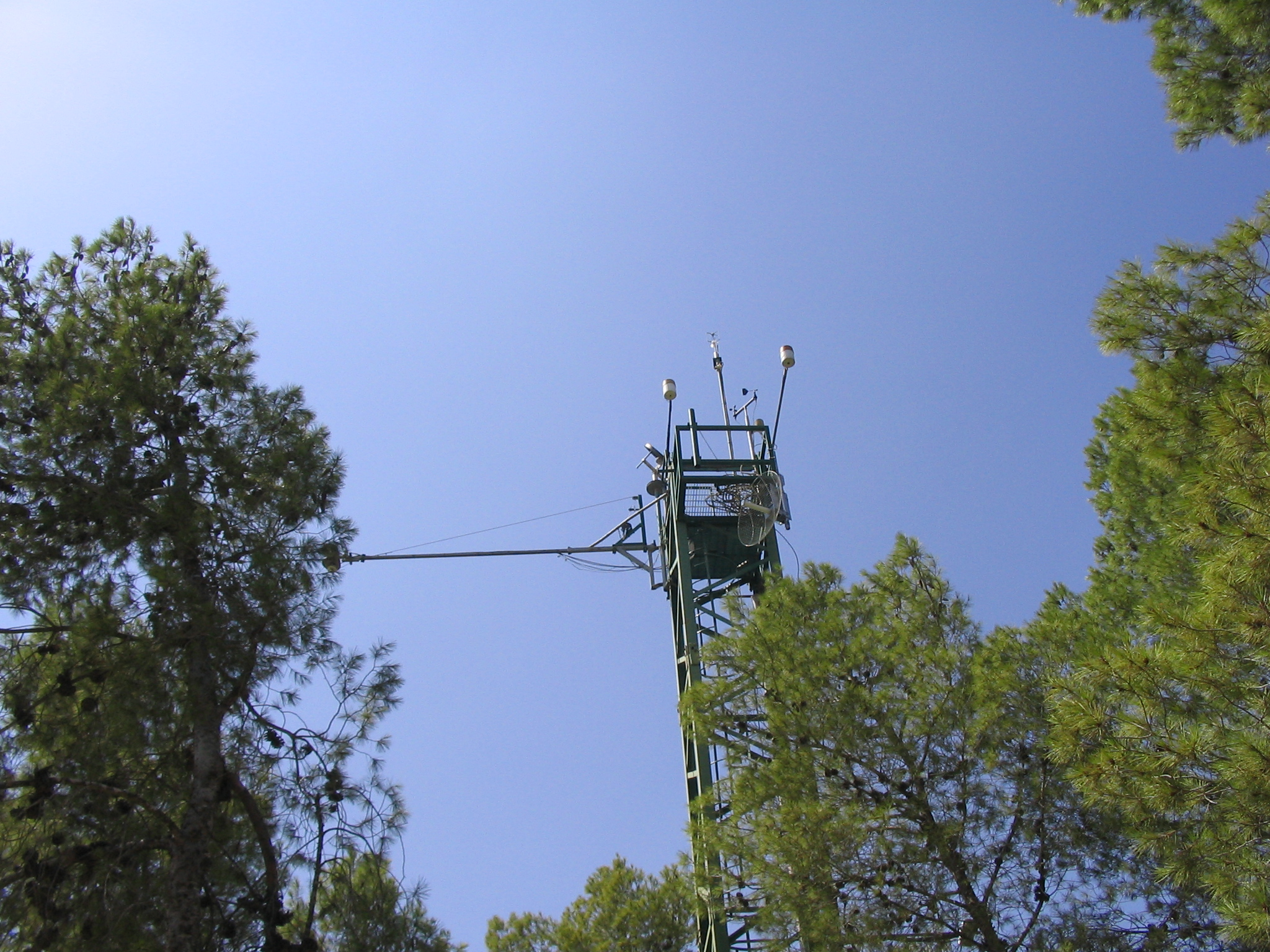
Výzkumná věž Weizmannova institutu věd

Studie, které v Jatirském lese provedl tým profesora Dana Jakira z Weizmannova institutu věd a Institutu pro výzkum pouště, naznačují, že zachycování uhlíku ze vzduchu není jediným přínosem stromů. Stromy jej dále dokáží přeměnit v látku, která jim pomáhá v růstu a nemusí ani otevírat své průduchy, aby mohly ze vzduchu absorbovat velké množství oxidu uhličitého. Stín, který stromy poskytují, navíc snižuje výpar.
Jatirský les je rovněž součástí projektu FLUXNET vedeného americkou vesmírnou agenturou NASA. Jedná se o celosvětovou síť mikrometeorologických věží používaných k měření změn v koncentraci oxidu uhličitého, vodních par a energie mezi ekosystémem a atmosférou.